# Christie (Dead or Alive)
Christie es un personaje ficticio de la serie de videojuegos de lucha Dead or Alive, hizo su debut en Dead or Alive 3. Es considera como la mujer fatal designada de la serie, representada como una villana asesina británica contratada para matar a Helena Douglas. Christie ha aparecido en productos de la serie y en la película DOA: Dead or Alive, interpretada por Holly Valance, y al igual que otros personajes femeninos de los juegos ha recibido una recepción crítica positiva basada principalmente en su atractivo sexual pero también por su personalidad.
Christie, es una asesina profesional contratada por Victor Donovan para matar a Helena Douglas, fue responsable también de la muerte de la madre de Helena, Maria. Desde ese incidente, ella continúa acechando a Helena a lo largo de la serie.

## Historia
En la serie Dead or Alive, Christie es una asesina profesional fría y despiadada que disfruta de su ocupación por el acto de matar más que por la recompensa económica. Emplea todos los medios necesarios para lograr los objetivos de su misión, incluido el uso de su apariencia, encanto y atractivo sexual para atraer a sus víctimas, aunque en ocasiones coqueteará con sus objetivos masculinos en lugar de matarlos.
Victor Donovan, una poderosa figura antagónica de Dead or Alive Tournament Executive Committee (DOATEC) (en español Comité Ejecutivo del Torneo Dead or Alive) la contrata como agente doble para vigilar a Fame Douglas, padre de Helena Douglas y director de DOATEC. Durante los eventos del Dead or Alive original, Christie se une a otro de los asesinos a sueldo de Donovan, Bayman, para asegurar que la kunoichi Kasumi ingrese al torneo. Christie secuestra y lleva a Kasumi a Donovan para el Proyecto Alpha.
Antes de los eventos de Dead or Alive 2 (1999), en el que Christie no es jugable, Donovan le ordena asesinar a Helena Douglas, quien había heredado DOATEC después de la muerte de su padre, lo que a su vez sirvió como un obstáculo para el intento de Donovan de tomar el control de la torneo. Christie intenta matar a Helena con un rifle de francotirador, pero la madre de Helena, María, recibe intencionalmente la bala fatal. Christie logra escapar y luego logra hacerse pasar por la asistente personal de Helena.
Christie se convierte en personaje jugable por primera vez en Dead or Alive 3. Su objetivo allí es evitar que Helena gane el tercer torneo Dead or Alive y, en el proceso, evitar que descubra más planes de Donovan. Cuando se enfrenta a Helena, es detenida por Bayman, que busca vengarse de Donovan por haber ordenado un golpe contra él. Christie ordena a un clon de Kasumi que derrote a Helena, una tarea que falla. Christie secuestra a la agente de la CIA Irene Lew para alejar al ninja Ryu Hayabusa de sus amigos Hayate y Ayane.
En Dead or Alive 4, Christie sirve como guardaespaldas de Donovan, pero no pueden evitar que el clan ninja Mugen Tenshin (Hayate, Ayane) y Ryu destruyan la sede de DOATEC en Tritower. Mientras la torre está envuelta en llamas, Christie encuentra a Helena adentro y revela que ella mató a María. Después de una pelea inconclusa, Christie huye de la torre, mientras que Helena es rescatada del edificio y se convierte en la nueva líder de los torneos Dead or Alive. Christie continúa su trabajo como asesina a sueldo, un papel que retoma en Dead or Alive Xtreme 2 (2006).
En Dead or Alive 5 (2012), vuelve a servir bajo las órdenes de Donovan, esta vez para su nueva organización MIST. Visita una plataforma petrolera de DOATEC y se enfrenta al trabajador Rig, insinuando que conoce su pasado. Ella aumenta la seguridad en la plataforma a las órdenes de Donovan cuando se entera de que el Mugen Tenshin planea infiltrarse en ella. Sin embargo, ella es derrotada en batalla por Bayman, y luego Kasumi. El clan ninja finalmente destruye la plataforma, y el paradero de Christie se desconoce después.

## Jugabilidad
Anthony Chau de IGN consideró a Christie "una de las más rápidas de todos los personajes de Dead or Alive 3", mientras que tiene "un poco más de poder en sus golpes y los golpes de mano más rápidos puede acumular combos de diez golpes sin sudar", un sentimiento del que se hizo eco GameSpy en su guía de estrategia de Dead or Alive 4. Al igual que Ayane, Christie tiene una ofensiva separada para su postura inversa en Dead or Alive 4, en la que su espalda está vuelta hacia el oponente.

## Recepción
Al igual que otras luchadoras de la serie Dead or Alive, Christie ha sido bien recibida por los medios de videojuegos, especialmente por su atractivo sexual, además de su personalidad. Se ubicó en el cuarto lugar en la lista de los diez primeros de GameTrailers de 2007 de "chicas gamer", y fue incluida en la lista de 2010 de UGO Networks de sus cincuenta mejores "bellezas de videojuegos". Gavin Mackenzie de Play bromeó diciendo que su pecho estaba entre lo que los jugadores podían esperar ver en Dead or Alive 5. "Christie es una asesina, por lo que sus pechos son silenciosos, mortales, despiadados y matarán a cualquiera por dinero". Ella ocupó el segundo lugar en el ranking 2008 de GamesRadar de las siete mejores escenas de ducha de videojuegos, y apareció en la lista de 2010 de Virgin Media de diez "chicas de juegos con las que no te atreverías a salir, por ser diferente de las facciones de porcelana de ojos muertos de la mayoría de las chicas de Dead or Alive", pero el sitio agregó:" Siendo una villana, naturalmente tiene acento británico". En 2008, GameDaily clasificó a Christie ("chica mala definitiva") entre las diez mejores "chicas que no deberían conocer a tu madre", y en su lista de las veinticinco "chicas más calientes del juego" en decimocuarto. clasificó a Christie como la cuarta mujer más sexy en los juegos de lucha en 2013, calificándola de "una elección perfecta para aquellos que disfrutan de las chicas malas". Sus encarnaciones de juegos y películas fueron incluidas simultáneamente entre las "chicas más calientes de los videojuegos" por la edición de Nueva Zelanda de MSN Lifestyle. Wirtualna Polska mostró a Christie entre las 20 "chicas más sexys de los juegos" en 2012, e Interia.pl incluyó a Ayane, Christie y Kasumi entre sus "heroínas de juegos más sexys" el mismo año.
Aunque ocupó el octavo lugar en la selección de Complex de las quince "mujeres más calientes en las películas de videojuegos" de 2012, la recepción de la interpretación de Christie en DOA: Dead or Alive ha sido negativa, a menudo con matices sarcásticos. Eric Snider, de Film.com, describió a Christie y los otros personajes femeninos en el mismo como "prefieren ring llevar sus asuntos diarios sin las trabas de la ropa". Chris Sims de Cómics Alliance comentó sobre su escena introductoria que incluía un enfrentamiento con los oficiales de policía: "Mi cosa favorita... es cuando Christie sale de la ducha desnuda, pero con el maquillaje completo. La escena de la pelea semidesnuda que sigue es bastante divertida segundo." IGN escribió que Christie "luchando contra los asaltantes mientras vestía nada más que una toalla, y luego escapaba en motocicleta... con uno de los momentos de cameltoe más hilarantemente descarados" hizo que la película "valiera la pena ver". Total Film describió la secuencia como "pornografía suave como una almohada". BBC Online describió una escena de pelea posterior entre Christie y Helena como "una sesión de fotos de FHM que se volvió violenta". Se ubicó en el undécimo lugar de las dieciocho "mejores peleas cinematográficas de chicas con chicas" clasificadas por los fans en una encuesta en línea de 2012 realizada por JoBlo.com. Gavin Burke de entertainment.ie calificó la película en sí con una estrella de cinco, "solo para Holly Valance", y Brian Marder de Hollywood.com opinó que Valance "hace que su sensual luchadora sea lo suficientemente sexy como para distraerla. actuación aburrida". Marca Player calificó la película como "muy mala", pero sintió que Christie era "genial".